# Seznam olympijských medailistů ve skateboardingu
Seznam olympijských medailistů a medailistek v skateboardingu na letních olympijských hrách. Tato disciplína byla poprvé na programu her v roce 2020 v Tokiu.

## Muži - park
| Rok      | Zlato                           | Stříbro                                   | Bronz                                      |
| LOH 2020 | Keegan Palmer · Austrálie (AUS) | Pedro Barros · Brazílie (BRA)             | Cory Juneau · Spojené státy americké (USA) |
| LOH 2024 | Keegan Palmer · Austrálie (AUS) | Tom Schaar · Spojené státy americké (USA) | Augusto Akio · Brazílie (BRA)              |

## Muži - street
| Rok      | Zlato                          | Stříbro                                     | Bronz                                       |
| LOH 2020 | Júto Horigome · Japonsko (JPN) | Kelvin Hoefler · Brazílie (BRA)             | Jagger Eaton · Spojené státy americké (USA) |
| LOH 2024 | Júto Horigome · Japonsko (JPN) | Jagger Eaton · Spojené státy americké (USA) | Nyjah Huston · Spojené státy americké (USA) |

## Ženy - park
| Rok      | Zlato                               | Stříbro                           | Bronz                               |
| LOH 2020 | Sakura Josozumiová · Japonsko (JPN) | Kokona Hirakiová · Japonsko (JPN) | Sky Brownová · Velká Británie (GBR) |
| LOH 2024 | Arisa Trewová · Austrálie (AUS)     | Kokona Hirakiová · Japonsko (JPN) | Sky Brownová · Velká Británie (GBR) |

## Ženy - street
| Rok      | Zlato                             | Stříbro                         | Bronz                           |
| LOH 2020 | Momiji Nishiya · Japonsko (JPN)   | Rayssa Lealová · Brazílie (BRA) | Funa Nakayama · Japonsko (JPN)  |
| LOH 2024 | Koko Jošizawaová · Japonsko (JPN) | Liz Akamaová · Japonsko (JPN)   | Rayssa Lealová · Brazílie (BRA) |